# 和記港口信託
和記港口信託（英語：Hutchison Port Holdings Trust，SGX：NS8U、SGX：P7VU、LSE：NS8U）是長江和記實業有限公司旗下於中國珠江三角洲地區經營港口業務的商業信託基金。

## 历史
2011年，和記黃埔宣佈分拆和記港口信託於新加坡上市，和記黃埔會在和記港口信託後持有27.6%的股權。和記港口信託計劃收購香港國際貨櫃碼頭的全部股權。和記港口信託上市的資產包括香港國際貨櫃碼頭、鹽田港部份權益、內河港資產（江門碼頭50%股權、南海碼頭50%股權及珠海九洲碼頭50%股權）、APS、和記物流及深圳和記集裝箱倉儲。
和記港口信託每個基金單位發售價為0.91至1.08美元，集資49.14至58.32億美元，超越新加坡電信於1993年的紀錄，成為當地有史以來集資額最大的新股。和記港口信託最終招股價訂在1.01美元，於3月18日上市，首日收報0.95美元。而在2012年3月，開始使用雙幣結算，也就是推出了新加坡元結算。
2013年3月7日，和記港口信託以總代價39.17億元向迪拜環球港務持有55.16%及新加坡港務局持有45%收購持有葵涌8號貨櫃碼頭西冀的亞洲貨櫃碼頭的ACT Holdings全部股權，並支付7.5億元以為其償還債務。
2013年10月19日，Westports以每股2.5元（馬幣．下同），發售8.1億股新股，集資約20億元，成為馬來西亞今年集資額第二大的新股。10月18日首日掛牌，收市報2.65元，較招股價高6%
，今次上市，和黃透過售舊股套現15億港元，上市後，和黃持股量由31.45%降至24.31%。
2014年3月13日，和記港口信託出售葵涌「八號碼頭」亞洲貨櫃碼頭60%股份給中遠太平洋佔40%股份和中海碼頭佔20%股份，令八號碼頭東和八號碼頭西均由和記和中資航運巨企合營。和記在是次交易中套現24.72億元，交易完成後，和記港口仍持有八號西碼頭40%權益。
2018年，和記港口信託出售汕頭國際集裝箱碼頭70%股權。
2025年1月，巴拿马政府开始对当地的和记港口集团子公司进行审计，派员进驻其办公室，并审查2021年巴拿马运河港口运营特许合同，该合同被指缺乏透明度且为巴拿马经济带来的利益有限而受到批评。
2025年2月，巴拿马最高法院提起诉讼，要求取消和记港口集团在巴拿马运河的港口运营合同。
2025年3月，有报导指长江和记控股将会出售和记港口所持巴拿马运河港口权益。隨後亦有報導指新買家雖為貝萊德牽頭的「BlackRock-TiL」財團，交易後資產最終將會由意大利的MSC地中海航運公司集團（TiL母企）管理，而MSC集團總裁與李家為世交。据《纽约时报》报道，李嘉诚家族感到“面临退出港口业务的政治压力”；与贝莱德关于巴拿马运河的谈判仅在几周前开始，恰逢特朗普政府上台。3月13日，《大公报》刊发评论文章《莫天真 勿糊塗》，对和記港口出售巴拿馬運河的相关资产予以批评，强调“這是沒有腰骨的跪低”。该文章亦被中共中央港澳工作办公室网站转载。3月15日，《大公报》再次发表《伟大的企业家都是铮铮爱国者》的评论文章，强调“伟大的企业家从来不是冷血投机的逐利者，而是热诚傲骨的爱国者”。3月28日，据香港媒体报道，长江和记实业宣布不会按照预定日期签署出售巴拿马两座港口的协议，而4月2日并非签署协议的“实际期限”，实际上是可签订协议的最早日期。国家市场监督管理总局同日表示，将对此次交易展开反垄断审查。

## 旗下資產
以下為和記港口信託持有的資產：
- 香港國際貨櫃碼頭100%股權
- 中遠-國際貨櫃碼頭（香港）有限公司50%股權
- 亞洲貨櫃碼頭40%股權
- 鹽田國際集裝箱碼頭56.4%股權
- 鹽田三期國際集裝箱碼頭51.6%股權
- 深圳鹽田西港區碼頭51.6%股權
- 江門國際集裝箱碼頭
- 南海國際集裝箱碼頭
- 珠海國際集裝箱碼頭（九洲）
- Asia Port Services Limited
- 和記物流
- 深圳和記集裝箱倉儲

## 投资柬埔寨
- 2016年5月30日香港和記港口信託代表在柬埔寨首都金边与柬埔寨狄皮集团签订谅解备忘录，双方以3亿美元于柬埔寨白马市投资兴建多元化港口，计划于2019年竣工[22]，

## 外部連結
- 和記港口信託網站（页面存档备份，存于） （英文）